# 刘存康
刘存康（1931年—2002年），山西五台人，中国人民解放军将领、中国人民解放军中将。
1993年，授予中国人民解放军中将，曾任国防大学副政治委员。